# Diaphus anderseni
Diaphus anderseni és una espècie de peix de la família dels mictòfids i de l'ordre dels mictofiformes.

## Morfologia
- Els mascles poden assolir 3,2 cm de longitud total.[4][5]

## Reproducció
Assoleix la maduresa sexual quan arriba als 2,7 cm de longitud.

## Hàbitat
És un peix marí d'aigües profundes que viu entre 100-560 m de fondària.

## Distribució geogràfica
Es troba a l'Atlàntic oriental, al Pacífic oriental (a prop de Hawaii) i al Pacífic occidental (Japó, Nova Zelanda i Austràlia).